# Lista de diretores da Colônia Dona Francisca
Lista com os diretores nomeados pela Sociedade Colonizadora de Hamburgo para administrar a Colônia Dona Francisca, hoje a cidade de Joinville, localizada no estado de Santa Catarina.
| Diretores da Colônia              | Início             | Término               | Observações                                            |
| Hermann Guenther                  | 1850               | 1851                  |                                                        |
| Eduardo Schroeder                 | 1851               | 20 de outubro de 1852 | Filho do senador alemão Christian M. Schröder          |
| Benno von Frankenberg-Ludwigsdorf | 1852               | 1855                  | Determinou que a colônia fosse batizada como Joinville |
| Louis François Leonce Aubé        | 1856               | 1860                  |                                                        |
| Johann Otto Louis Niemeyer        | 1860               | 1873                  |                                                        |
| Frederico Bruestlein              | 6 de julho de 1875 |                       | Foi prefeito de Joinville de 1887 a 1890               |

- Esta lista está incompleta.